# Jean Reboul

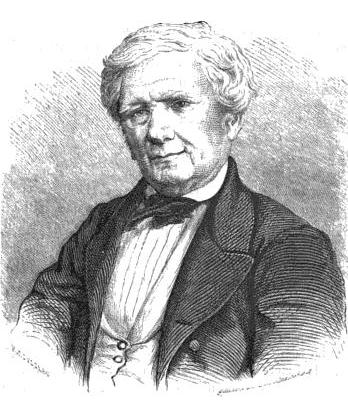
Jean Reboul.

Jean Reboul, född den 23 januari 1796 i Nîmes, död där den 28 maj 1864, var en fransk skald.
Reboul var till sitt yrke bagare, men skald till sin natur. Han författade flera skaldeverk, Poésies (1836), Nouvelles poésies (1846), Les traditionnelles (1857) och Dernières poésies (1865). Över hans skapelser vilar en skär, elegisk stämning. Den förlänade ett egendomligt behag i synnerhet åt hans mindre dikter, L'ange et l'enfant, La lampe de nuit, L'hirondelle et le troubadour med fler. Däremot förmådde den inte att ge varaktig betydelse åt hans större verk, till exempel hjältedikten Le dernier jour eller sorgespelet Le martyre de Vivia (uppförd på Odéon i Paris 1850). Emellertid förskaffade honom skaldekonsten en ryktbarhet, som 1848 föranledde hans inväljande i nationalförsamlingen, där han, trogen sina religiösa och monarkiska grundsatser, slöt sig till det legitimistiska partiet. Carl Snoilsky har ägnat honom en dikt.